# 杨藻宸
杨藻宸（1919年—2010年），一作杨藻辰，男，天津人，中国药理学家，曾任上海医科大学教授、博士生导师。